# 生野奉行
生野奉行（いくのぶぎょう）は、織田信長、豊臣秀吉および江戸幕府により置かれ、生野銀山を管理した。1716年（享保元年）、生野銀山の産出量減少のため、生野代官（いくのだいかん）に組織変更された。
奉行所・代官所は、現在の兵庫県朝来市生野町口銀谷の生野小学校付近にあった。
慶長3年（1598年）に初代生野奉行として間宮直元が就任している。
江戸時代の生野奉行は11代、代官に改組後は28人が勤めた。代官には旗本が任命され、生野銀山の後背地となっていた但馬国、播磨国、美作国の天領も統治した。なお、統治規模は但馬国最大の藩である出石藩よりも大きく、江戸時代初期は5万2千石、江戸時代末期には8万2千石に達していた。
江戸時代後期の1863年（文久3年）10月には生野の変での挙兵によって代官所が占領されてしまっている。生野の変は、天誅組の変とともに明治維新の導火線となったと評価されている。
明治維新後の生野代官所支配地は、府中裁判所、久美浜県、生野県となった後、豊岡県、姫路県、北条県に分割・編入された。現在は、兵庫県および岡山県の一部となっている。